# Metachroma magnipunctatum
Metachroma magnipunctatum är en skalbaggsart som beskrevs av Blake 1970. Metachroma magnipunctatum ingår i släktet Metachroma och familjen bladbaggar. Inga underarter finns listade i Catalogue of Life.